# パトロン (犬)
パトロン（ウクライナ語: Патрон, 発音 [pɐˈtrɔn]; 直訳: カートリッジ; 2019年 - ）は、爆弾探知犬であり、ウクライナ国家非常事態庁のマスコット。ジャック・ラッセル・テリアのパトロンは、主にチェルニーヒウ市で爆弾の探知を行っている。2022年のロシアによるウクライナ侵攻中、爆発する可能性のあるロシアの爆発装置236個の位置を探り当てた（5月8日時点）ことで2022年5月に献身的奉仕のメダルを授与された。

## 活動

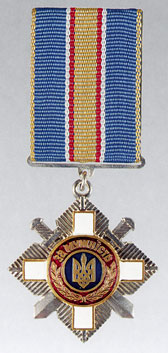
勇敢勲章勲三等：2022年5月にウォロディミル・ゼレンスキー大統領がパトロンのハンドラーのミハリオ・イリエフにこのメダルを授与した

パトロンは、2022年のロシアによるウクライナ侵攻中に主にウクライナに奉仕し、急速にウクライナの愛国主義の象徴となった。2022年5月8日時点で、パトロンは爆発する可能性のあるロシアの爆発物装置236個を嗅ぎ当てている。
パトロンは元々Facebookに投稿された動画から有名になった。動画には、軍用犬が車両に飛び乗り、車内のウクライナ兵の膝の上に座る様子や、地域を安全にするために破片の周りを嗅いでいる様子が映されていた。その後、戦略的通信・情報セキュリティセンターがこの動画をTwitterで共有し、犬の話はいつか映画になるだろうと投稿し、「今のところ、パトロンは彼の専門的な任務を忠実に遂行している」と付け加えた。
2022年5月5日、ウクライナ内相のデニス・モナスティルスキーは、人道地雷除去国際調整センターの創設と、パトロンが同センターのシンボルになることを発表した。
2022年5月8日（ウクライナ時間9日）、カナダのジャスティン・トルドー首相を伴ったウォロディミル・ゼレンスキーは、パトロンに献身的奉仕のメダル、パトロンのハンドラーのミハリオ・イリエフに勇敢勲章勲三等を授与し、ウクライナへの彼らの奉仕に感謝した。授与式でゼレンスキー大統領は、「既に私達の土地から地雷を除去しているウクライナの英雄たちを表彰したい。爆発物を無効化するだけでなく、地雷の脅威がある地域で必要な安全ルールを子供たちに教えてくれる、素晴らしい小さな兵士パトロンと共に」と述べた。
2022年5月27日、パトロンは、フランスで開催されたカンヌ国際映画祭で、優れた演技を披露した犬に贈られる「パルム・ドッグ賞」の特別賞を受賞した。

## ギャラリー

画像
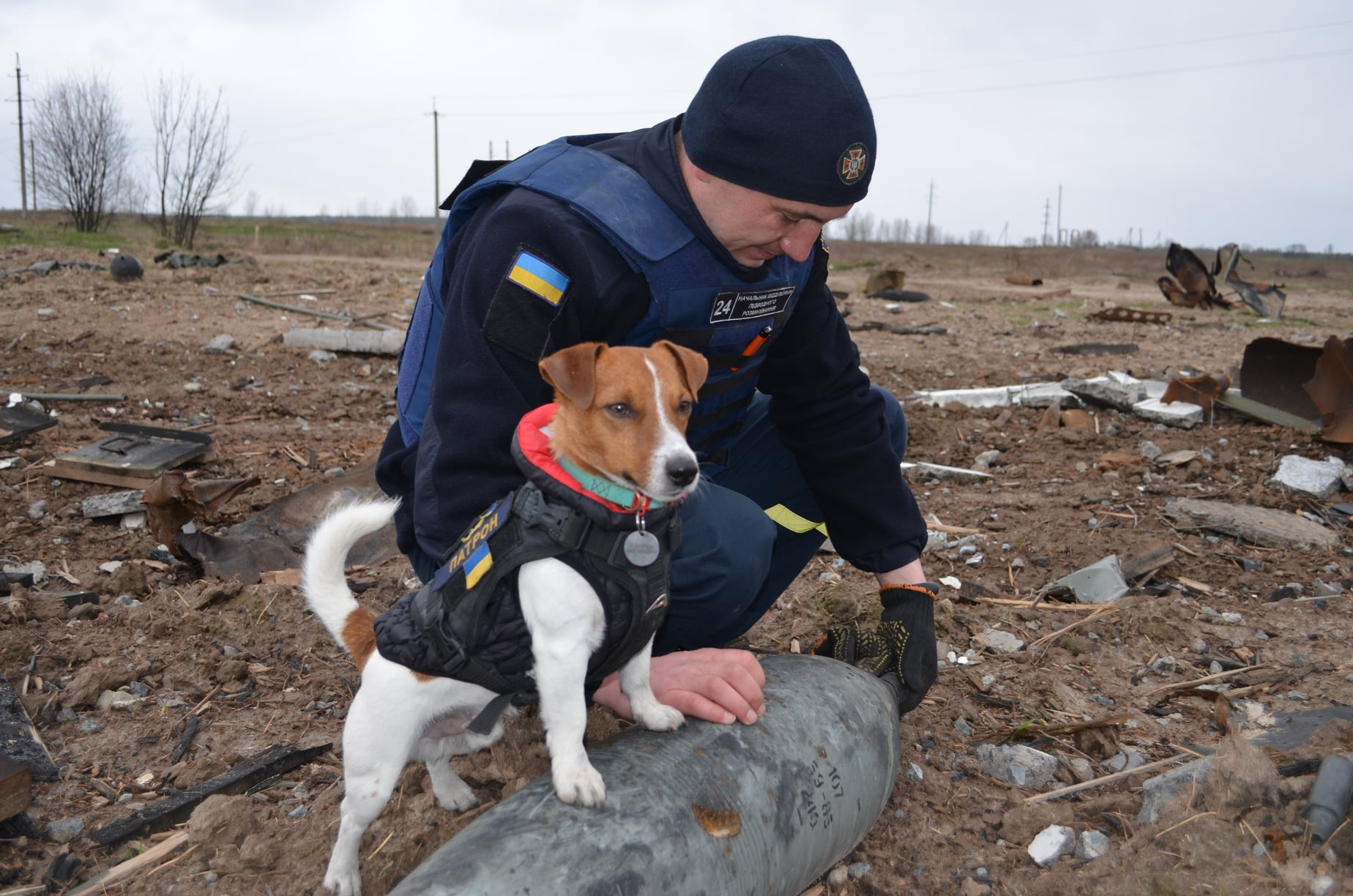
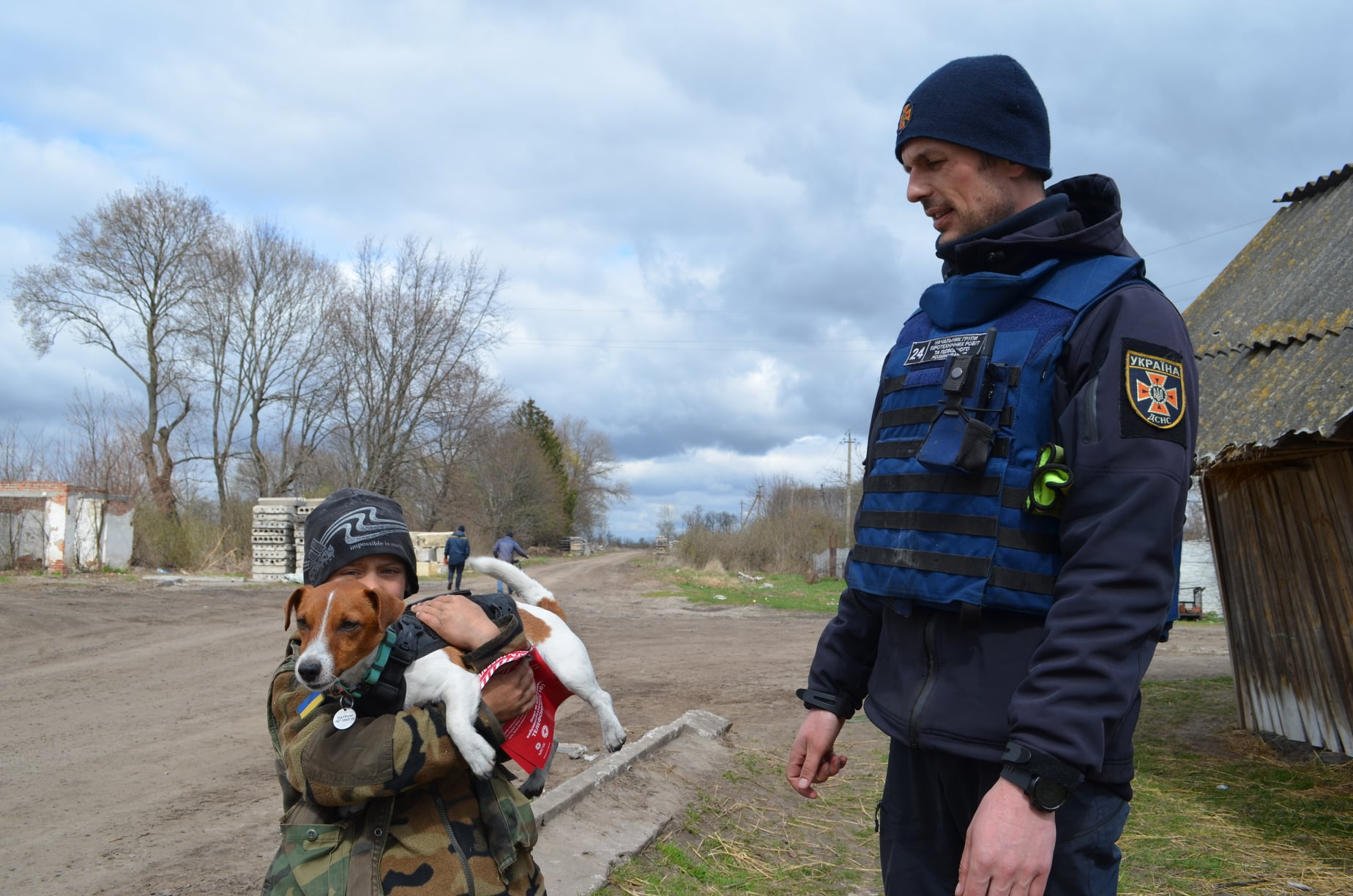
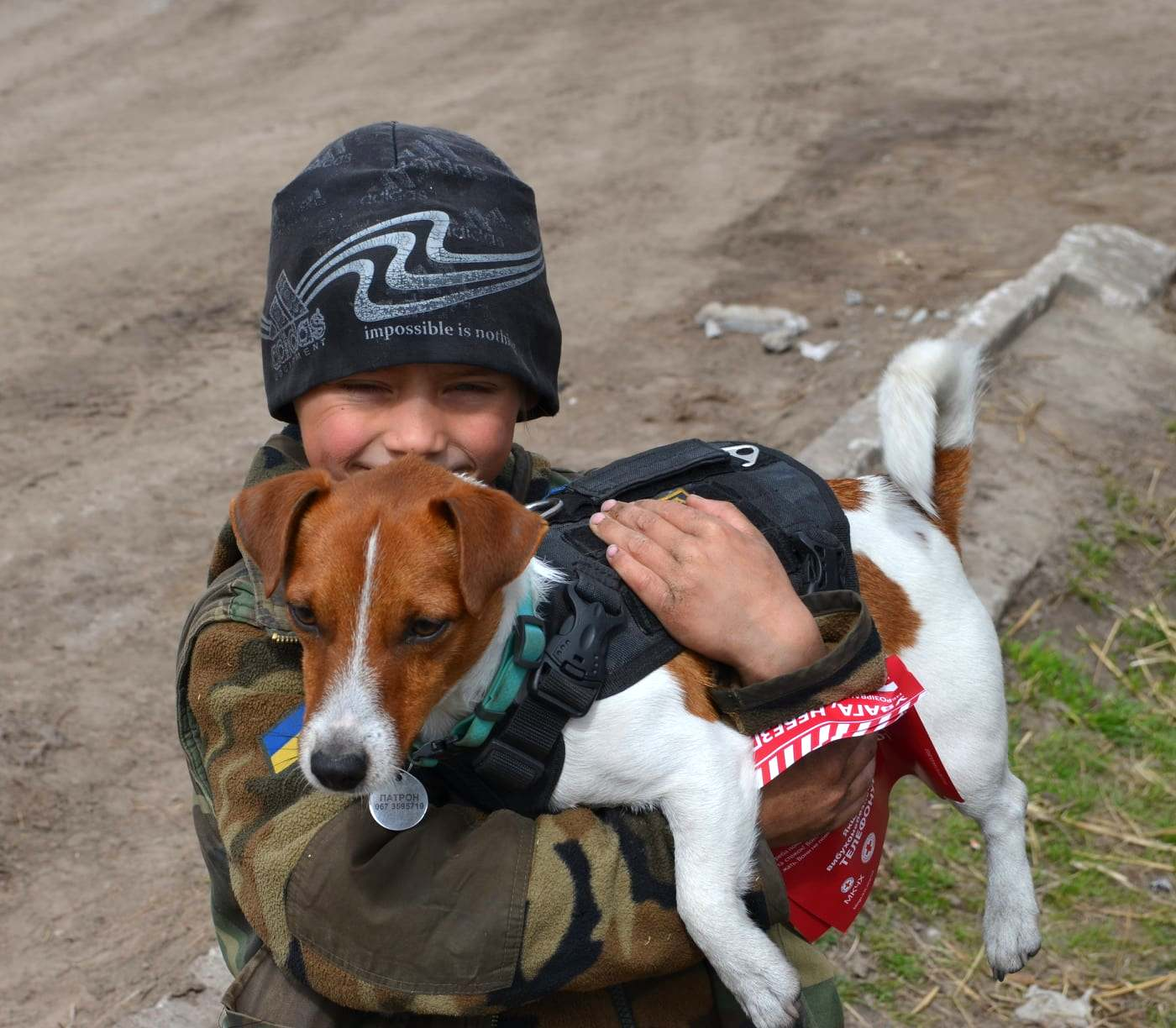
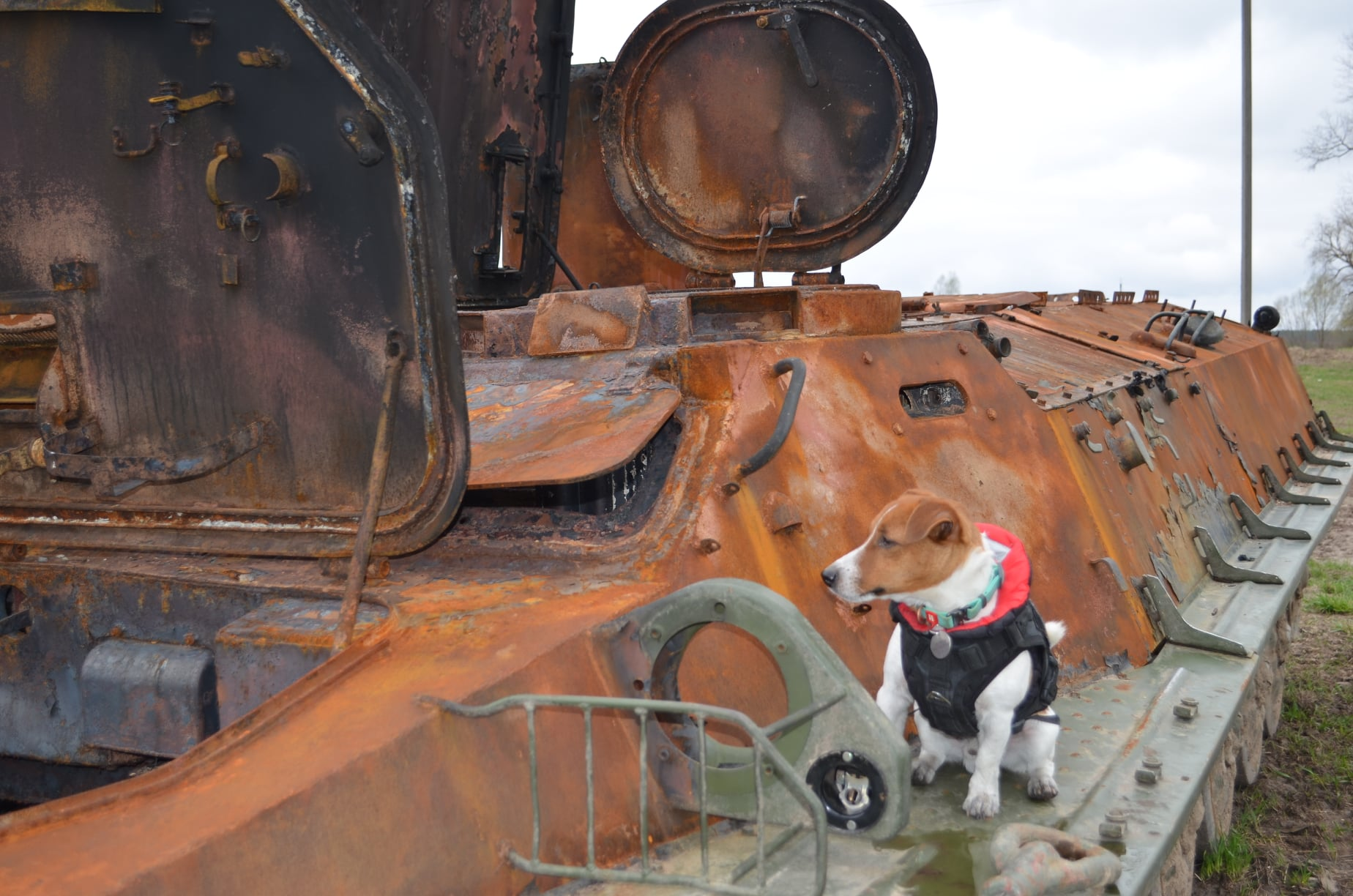
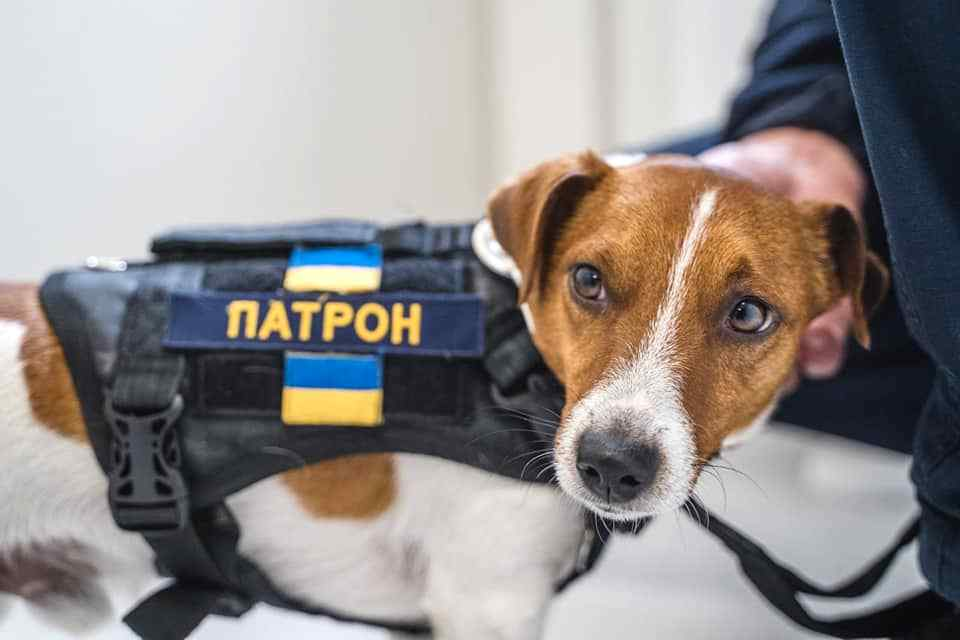